# Àcid valproic
L'àcid valproic, també conegut com a valproat o valproat sòdic, amb la fórmula química C₈H16O₂ és un àcid gras amb capacitats anticonvulsives, no relacionat químicament amb altres anticonvulsius. És un medicament d'ampli espectre atès que actua en diversos canals del sistema nerviós central. Es fa servir en el tractament de l'epilèpsia i del trastorn bipolar i de forma menys comuna en la depressió clínica major, l'esquizofrènia i la migranya. També s'aplica en altres malalties i està en investigació contra diversos tipus de càncer.
El seu nom IUPAC és àcid 2-propilpentanoic.
L'àcid valproic és un líquid a la temperatura d'una habitació, però pot reaccionar amb una base com l'hidròxid sòdic per formar la sal valproat de sodi, la qual és un sòlid. L'àcid la sal o una mescla de tots dos (valproat de semisodi) es comercialitzen sota diverses marques comercials Depakote, Depakote ER, Depakene, Depakene Crono, Depacon, Depakine, Valparin i Stavzor.

## Història
L'àcid valproic va ser sintetitzat primer per B.S. Burton l'any 1882 com un anàleg de l'àcid valèric, que es troba de manera natural en la valeriana. L'àcid valproic és un àcid carboxílic. Fins a l'any 1962 Pierre Eymard no va descobrir per casualitat les seves capacitats anticonvulsives (en rates de laboratori).
El seu ús va ser aprovat per la FDA el 1978, el 1995 pel trastorn bipolar i trastorns maníaco-depressius i el 1996 per prevenir la migranya.

## Mecanisme d'acció
Tal com en la fenitoïna i la carbamazepina, l'àcid valproic bloqueja els trets sostinguts i d'alta freqüència de les neurones. Aquest fàrmac inhibeix la GABA transaminassa i la recaptació de GABA en les neurones. Per això se'l relaciona amb l'increment de GABA al cervell, ja que aquest és un inhibidor de la secreció de neurotransmissors. Per tant, si es disminueix el nombre de neurotransmissors que donaran una resposta a l'estímul, es podrà pal·liar la reacció en cadena que provocarà la crisi epilèptica.

## Efectes adversos
Els efectes secundaris més freqüents inclouen la nàusea, vòmits i malestar gastrointestinal, dolor abdominal i pirosi, entre d'altres. L'àcid valproic pot estar associat a una alta toxicitat al fetge. cosa que portaria al quadre d'icterícia, debilitat, cansament, inflament facial, pèrdua de la gana i vòmit. Rarament pot ocasionar hepatitis fulminant.
L'àcid valproic també pot causar alopècia. Una de cada cinc dones presenten trastorns en els cicles menstruals.

### Embaràs
El valproat causa defectes congènits; L'exposició durant l'embaràs s'associa amb unes tres vegades més de malformacions importants, principalment espina bífida.
Els nens de mares que prenen valproat durant l'embaràs tenen risc de QI baix. L'ús de valproat matern durant l'embaràs s'ha associat amb una probabilitat significativament major de l'espectre d'autisme en la descendència.